# Demand Note
A Demand Note államjegy sorozat az Amerikai Egyesült Államok első, a szövetségi kormány által a kincstáron (United States Treasury) keresztül 5, 10 és 20 dollár névértékben kibocsájtott papírpénze volt.

## Története
Az Amerikai Egyesült Államok Kongresszusa 1861. július 17-én hatalmazta fel törvényileg (Act of July 17, 1861) Abraham Lincoln elnök kormányát, hogy 50 000 000 dollár értékben nem kamatozó kincstárjegyeket bocsásson ki az amerikai polgárháború finanszírozása érdekében, ezek a Demand Note típusú, 5, 10 és 20 dollár névértékű jegyek tekinthetőek az első szövetségi állami papírpénzeknek. Az egyes címletek ellenértékét a kincstár (US Treasury) egy a pénzen feltüntetett, meghatározott fiókjában (assistant treasurers' offices), Philadelphiában, Bostonban, New Yorkban, Cincinnatiban, vagy St. Louisban a beváltó igényére (on demand) törvényes ezüst, illetve aranyérmékben kifizette. A kibocsájtás összegét később további 10 000 000 dollárral, összesen 60 000 000-ra emelték. Az egyes címletek egységesen 187 x 79 mm méretűek voltak, s ellentétben a kereskedelmi bankok hagyományosan üres hátoldalú jegyeivel, jellegzetes zöld színű tintával nyomtatott hátoldalt kaptak, innen ered a dollár greenback, zöldhátú, illetve a magyarban zöldhasú elnevezése. Napjainkra nagyjából 1000 darab ilyen típusú papírpénz maradt fenn. A Demand Note címletek a legrégebbi törvényes és érvényes papír fizetőeszközök az Egyesült Államokban. A szériát már 1862-től a United States Note (Legal Tender Note) típus váltotta fel.

## Címletek

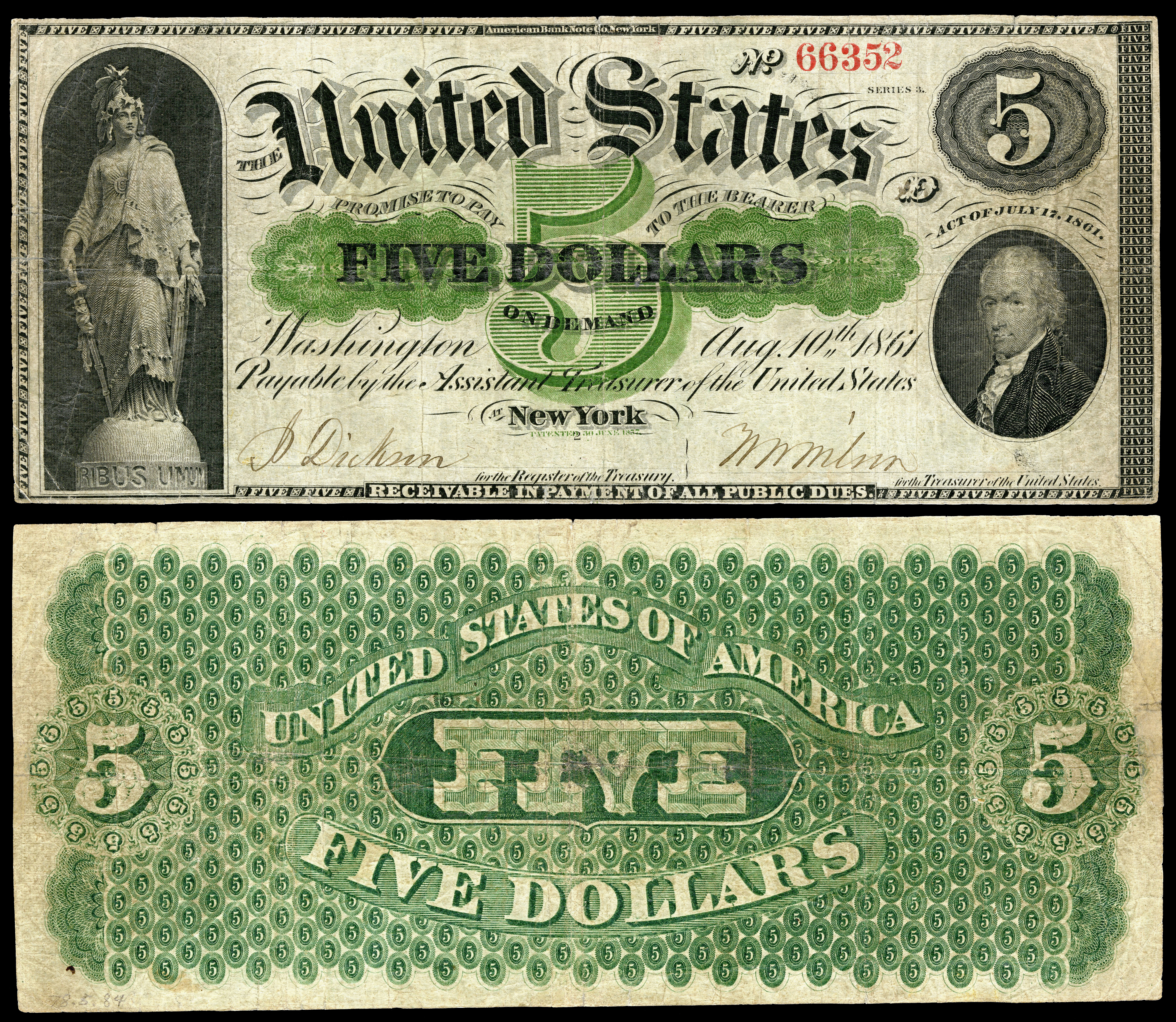
Az 1861-es Deamnd Note sorozat New Yorkban beváltható 5 dollárosa, előoldalán szabadság-szobor (Thomas Crawford alkotása) és Alexander Hamilton portréja.
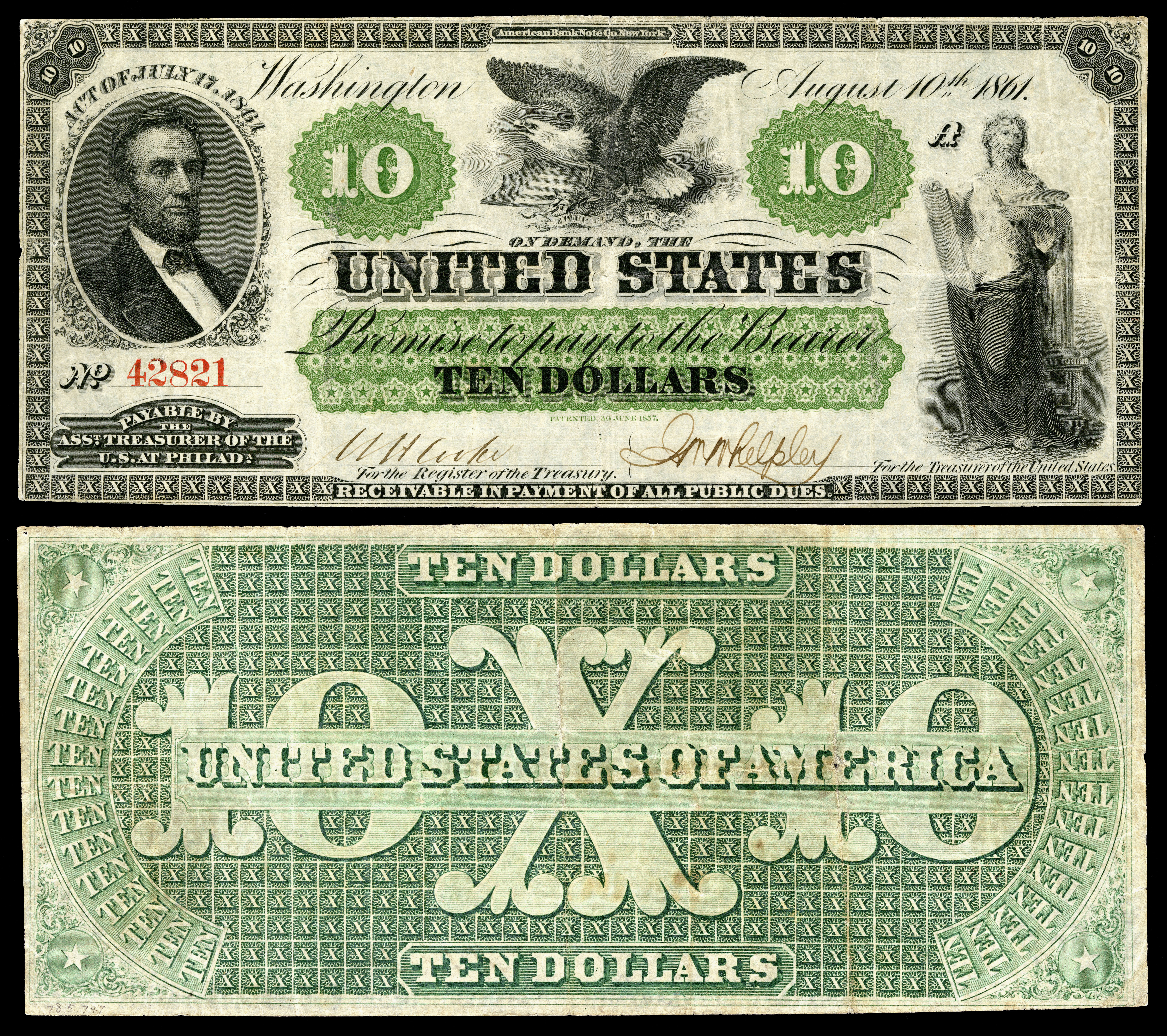
Az 1861-es Demand Note sorozat Philadelphiában beváltható 10 dollárosa, előoldalán Abraham Lincoln elnök portréjával, fehérfejű rétisassal  és a művészet allegorikus nőalakjával.
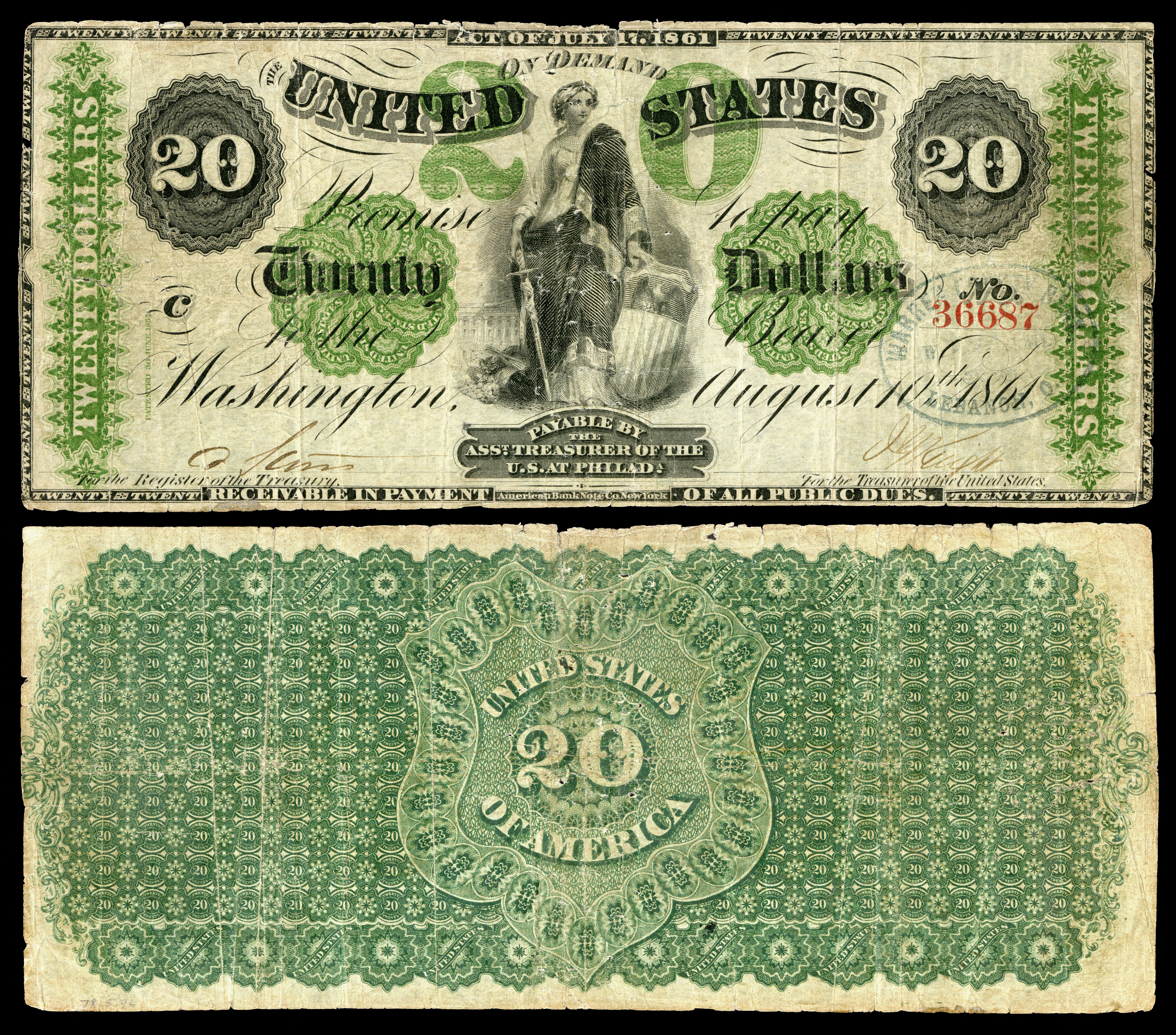
Az 1861-es Demand Note sorozat Philadelphiában beváltható 20 dollárosa, előoldalán a szabadság allegorikus nőalakjával.